# 超短波

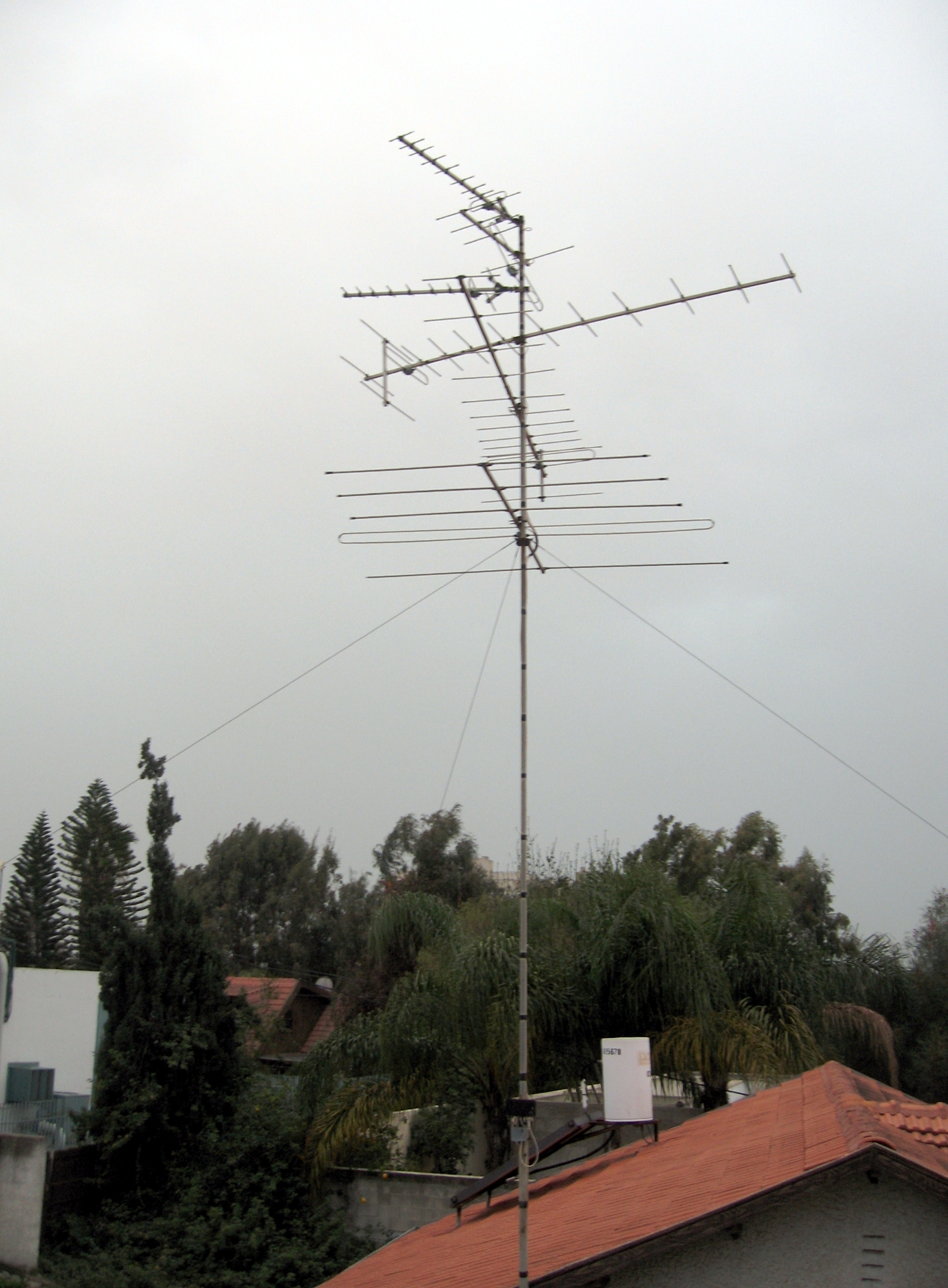
テレビ用のVHF八木アンテナ

超短波（ちょうたんぱ）とは、VHF（Very High Frequency）とも呼ばれ、30 - 300MHzの周波数の電波をいう。波長は1 - 10m、メートル波とも呼ばれる。
頭に「超」が付くのは、20世紀初頭までは短波が最も波長が短い電波であるとされていたためである。その後もさらに短い波長の高周波が確認され「極超短波（UHF）」「超高周波」などと命名されている。
業務用移動通信・計器着陸装置（ILS）・超短波全方向式無線標識（VOR）・航空無線・国際VHF・同報無線・FM放送・マルチメディア放送・アマチュア無線で利用される。

## 特徴
伝播の特徴としては電離層では普通反射せず地表波は減衰が大きく利用しにくいため、空間波による見通し範囲の通信が基本となる。また、スポラディックE層やラジオダクトによる異常伝播による妨害を受けることもある。

### ローVHF
明確な定義は無いが、FM放送の下限76MHzよりも低い周波数をローVHF（Low VHF）という。主に軍用の移動通信に使用されている。日本では主に防衛無線（自衛隊無線）や市町村防災行政無線（同報系）に使用されている。ノイズが多く、異常伝播による混信を受けやすい。アンテナは1/4λアンテナの場合1 - 2.5mと長いため、車載用途や携帯用途には使いづらい。これは、V-Low帯と呼ばれる90 - 108MHz（かつてのテレビ1ch - 3ch）とは異なる。

### 超短波と超音波
超短波と超音波はよく似た名称だが、異なる物理現象である。超音波は音波であり、真空中を伝播できず、また伝播速度も遅い。

## 各国の状況
VHF帯のある範囲については、世界中で同じ用途がある。
- 50 - 54 MHz：アマチュア無線 6メートル帯。
- 108 - 118 MHz：航空誘導。超短波全方向式無線標識（VOR）および計器着陸装置（ILS）
- 118 - 137 MHz：航空交通管制の航空無線。121.5MHzは緊急周波数。
- 144 - 146 MHz：アマチュア無線 2メートル帯。
- 156 - 174 MHz：船舶用国際VHF帯。

### 日本
日本では、90 - 108MHz（チャンネルは1ch - 3ch）および170 - 222MHz（チャンネルは4ch - 12ch）がアナログテレビジョン放送に利用されていたが、2012年3月31日に全廃された。一方、2012年4月から2016年6月30日までサービスを行っていたマルチメディア放送「NOTTV」は、11ch相当の周波数を利用していた。中波放送でも混信回避、難聴取解消の目的からFM放送で送信する事例（FM補完中継局を参照）がある。

## アマチュア無線
アマチュア業務に国際電気通信連合の無線通信規則（RR）により他の業務と共用するものを含めて分配された周波数および分配された以外で他の業務に影響を与えない範囲で各国の主管庁が割り当てた周波数を下表に示す。各国でアマチュア無線にこの表の周波数がすべて割り当てられているという意味ではない。
| バンド                                            | 第1地域 アフリカ・ヨーロッパ | 第2地域 北アメリカ・南アメリカ・ハワイ | 第3地域 アジア・オセアニア（ハワイは除く） |
| ------------------------------------------------- | ---------------------------- | -------------------------------------- | ------------------------------------------ |
| 6m                                                | 50 - 52MHz                   | 50 - 54MHz                             | 50 - 54MHz                                 |
| 4m                                                | 70 - 70.5MHz                 |                                        |                                            |
| 2m                                                | 144 - 146MHz                 | 144 - 148MHz                           | 144 - 148MHz                               |
| 1.25m                                             |                              | 222 - 225MHz                           |                                            |
| ■はRRによる分配なし。 ■はRRによる分配によらない。 |                              |                                        |                                            |

日本での割当てはアマチュア無線の周波数帯を参照。

## 電波行政における超短波と短波の区分
短波（3 - 30MHz）のうち25MHz付近より高い周波数の電波は、超短波のように利用される場合が多い。この周波数には、電離層伝播による遠距離通信用としての割当てもあるが、27MHz帯の船舶無線や市民ラジオなど地上波による通信を前提とした割当てのほうが多い。 またアマチュア無線の28MHz帯では、電離層反射波による外国との交信と共に、モバイル（移動体）のFM通信やアマチュア衛星通信も楽しまれている（アマチュア無線の周波数帯を参照）。 ちなみに総務省令無線局運用規則では、4MHzから26.175MHzまでの周波数帯を短波帯と定義している。
無線従事者の操作範囲も、この付近より高い周波数はVHFとして扱われる場合が多い。簡易な無線従事者資格である特殊無線技士は、レーダーや無線電信という限定された無線設備を操作するレーダー級海上特殊無線技士と国内電信級陸上特殊無線技士を除き、基本的に25.01MHz以上の無線設備が操作できるものとしている。海上特殊無線技士#操作範囲、航空特殊無線技士#操作範囲、陸上特殊無線技士#操作範囲を参照。